# Защеб'я (зупинний пункт)
Защеб'я (біл. Зашчоб’е) — пасажирський залізничний зупинний пункт Гомельського відділення Білоруської залізниці на неелектрифікованій лінії Василевичі — Хойники між станцією Василевичі та зупинним пунктом Макановичі. Розташований у селі Защеб'я Речицького району Гомельської області.